# Ibn Wahshiyya

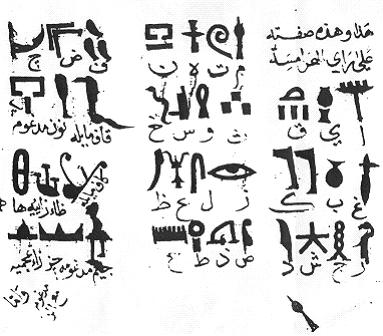
Tradução de Ibn Wahshiyya do alfabeto hieroglífico egípcio antigo (985 EC)

Ibn Wahshiyyah o Nabateu (em árabe: ابن وحشية النبطي), também conhecido como 'Abū Bakr'Aḥmad bin'Alī (em árabe: أبو بكر أحمد بن علي) (século IX ou X) foi um alquimista, agricultor, toxicologista, egiptólogo e historiador árabe, nascido em Qusayn, perto de Cufa, no Iraque. Ele foi o primeiro historiador a ser capaz de, pelo menos em parte, decifrar o que foi escrito nos antigos hieróglifos egípcios, relacionando-os à linguagem copta de sua época.

## Trabalho
Ibn al-Nadim lista um grande número de livros sobre magia, estátuas, ofertas, agricultura, alquimia, física e medicina, que foram escritos ou traduzidos de livros mais antigos por Ibn Wahshiyya. Suas obras sobre alquimia foram co-escritas com um alquimista chamado Abu Talib al-Zalyat; seus trabalhos foram usados por Al-Dimashqi.

### Aagricultura nabatéia
Ibn Wahshiyya traduziu no nabateu a Agricultura Nabatéia (Kitab al-falaha al-nabatiya; c. 904), um tratado importante sobre o assunto, que se dizia basear-se em antigas fontes babilônicas. O livro exalta a civilização babilônica em contraposição à dos árabes conquistadores. Ele contém informações valiosas sobre agricultura e superstições e, em particular, discute crenças atribuídas aos sabeus de que Adão tinha pais e viera da Índia. Essas ideias foram discutidas pelos filósofos judeus Yehudah Halevi e Maimônides, através dos quais se tornaram uma influência no milenarismo francês do século XVII.

#### Toxicologia
Ele escreveu um tratado de toxicologia, o Livro dos Venenos, combinando ciência contemporânea, magia e astrologia.

### Egiptologia
Ibn Wahshiyya foi um dos primeiros historiadores a decifrar, ao menos em parte, os antigos hieróglifos egípcios, relacionando-os à linguagem copta contemporânea usada pelos padres coptas de seu tempo. Um manuscrito árabe do livro de Ibn Wahshiyya, Kitab Shawq al-Mustaham, uma obra que discute vários alfabetos antigos e na qual ele decifrou vários hieróglifos egípcios, foi lida mais tarde por Athanasius Kircher, no século XVII, e depois traduzida e publicada em Inglês em 1806, como Ancient Alphabets and Hieroglyphic Characters Explained; with an Account of the Egyptian Priests, their Classes, Initiation, and Sacrifices in the Arabic Language by Ahmad Bin Abubekr Bin Wahishih, dezesseis anos antes da completa decifração de hieróglifos egípcios por Jean-François Champollion. Este livro era conhecido por Silvestre de Sacy, colega de Champollion. Okasha El Daly, do Instituto de Arqueologia da University College London, afirma que alguns hieróglifos foram decodificados por Ibn Wahshiyya, oito séculos antes de Champollion decifrar a Pedra de Roseta. A. K. Eyma critica essa ideia e afirma que "não havia uma decifração árabe dos hieróglifos". Carlo Nallino, em suas palestras sobre a história da astronomia árabe, também é de opinião que os livros atribuídos a Ibn Wahshiyya são na verdade obras de um aluno e sem valor científico.

### Criptografia
Ele publicou vários alfabetos cifrados que foram usados para criptografar fórmulas mágicas.